# Епископ будимски Јеремија
Јеремија Мађаревић (Батосек, 1822 — Сентандреја, 9. новембар 1896) био је епископ Српске православне цркве.

## Биографија
Рођен је 1822. године у Батосеку. Његов отац, Роман Мађаревић беше парох батосечки. Вероисповедну школу похађао у Батосеку, гимназију у Мохачу и Бају. Слушао филизофију у Кечкемету. Богословију завршио у Сремским Карловцима. Оженио се, по правилу, пре рукоположења за свештеника. Имао је двоје дјеце од којих је син др Младен Мађаревић био "варошки физик будимпештански" тј. љекар. Као парох службовао је у Брањини од 1844 до 1864. Временом постаје прота мохачки, па администратор будимског протопрезвитерата. Односно, епархијски школски надзорник.
Као удовац, а већ у позним годинама ступа у монашки ред. Пре него што ће бити изабран за епископа, проглашен је за архимандрита грабовачког манастира (жупанија Толна). Децембра 1895. године постао је Епископ будимски. Вјерни народ Епархије будимске је полагао велику наду у њега, знајући да се ревносно залагао за српско школство. Његовим залагањем је изашао из штампе Марјановићев Шематизам (незаобилазна црквена статистика о приликама у Будимској епархији.) Због болести је током љета 1896. провео у "љетњиковцу" у Калазу. Владика Јеремија Мађаревић је умро у Сентандреји, после непуних годину дана сједења на епископском трону, 9. новембра 1896. Свечани погреб био је 11. новембра, а погребу су присуствовали патријарх Георгије (Бранковић), владике и многобројно свештенство. Посмртно слово одржао је прота Саво Костић. Земни остаци владике Јеремије Мађаревића сахрањени су у Сентандреји, у Саборној цркви.